# İhsan Sabri Çağlayangil
İhsan Sabri Çağlayangil, né en 1908 à Constantinople (Empire ottoman) et mort le 30 décembre 1993 à Ankara (Turquie), est un haut-fonctionnaire et homme politique turc.

## Biographie
Il termine ses études secondaires au lycée de Constantinople, puis est diplômé de la faculté de droit de l'université d'Istanbul en 1932. Il rejoint le ministère de l'Intérieur. 
Il devient sous-préfet d'Ahlat en 1945, préfet de Yozgat en 1948, préfet d'Antalya en 1950, préfet de Sivas en 1954 et dernièrement préfet de Bursa en 1954 jusqu'au Coup d'État de 1960 en Turquie. 
Après le coup d'État il devient membre du parti de la justice. Il est sénateur de Bursa entre 1961-1980, président du groupe du parti de la justice entre 1961-1965 au Sénat de la République, ministre du travail en 1965, ministre des affaires étrangères 1965-1971, 1975-1977 et 1977-1978 et finalement président du Sénat de la République entre 1979-1980. En 1980 il est président de la république par intérim. Avec le Coup d'État de 1980 en Turquie il est interdit de la vie politique mais plus tard il fonde le Parti de la Grande Turquie. Il est membre du conseil exécutif du Parti de la juste voie et il se retire de la vie politique en 1990.
Quand il était ministre, Charles de Gaulle a effectué une visite officielle en Turquie et le pape Paul VI à Istanbul.